# Liutbert de Mayence
Liutbert († 889) fut archevêque de Cologne (842), puis archevêque de Mayence (863), abbé d'Ellwangen (Jagst) (874) et chancelier d'Empire (887).

## Biographie
En 870, Liutbert devient chapelain de Louis le Germanique puis de Louis le Jeune de 876 à 882. D'après les Annales de Metz, Liutbert intronise en 870 son successeur à Cologne, l'archevêque Willibert. En 871, les Moraves se soulèvent contre la tutelle franque et les Sorabes leur emboîtent le pas le long de l'Elbe. Liutbert à la tête d'une armée les défait le long de la Waldaha (ou Moldau). 
Liutbert ne peut toutefois préserver sa position à la cour sous le règne de Charles III le Gros, et Liutward de Verceil prend sa succession. Par suite de sa disgrâce de 882, Liutbert devient un adversaire déclaré de Charles le Gros et s'oppose au projet du souverain de faire de son bâtard Bernard son héritier.
En 883, alors que les Vikings remontent le cours du Rhin et pillent la vallée, Liutbert les attaque et reprend leur butin. Il reconstruit Cologne, qu'ils avaient incendiée. À la fin de l'année 884, les Vikings attaquent en Francie occidentale et passent l'hiver à Hesbaye. Au début de 885, Liutbert, avec Henri de Franconie et Charles le Gros les attaque par surprise et les force à fuir. 
Au début de 887, Charles le Gros est contraint par les barons alamans de démettre Liutward et de rappeler Liutbert à la chancellerie. En 887, lorsqu’à la diète de Tribur les comtes déposent Charles III le Gros et proclament Arnulf de Carinthie comme nouveau Roi de Germanie, Liutbert vient supplier Arnulf de pourvoir à la subsistance de son oncle[Lequel ?] déchu.

## Œuvres
Les Annales Fuldenses ont été composées par Liutbert à partir des années 860, et de 882 à 887 (chronique appelée « continuation de Mayence ») il en a supervisé la rédaction. On a suggéré que les portraits de Liutbert et de Liutward donnés dans les Annales de Mayence évoquaient les personnages de Mordecai et d’Haman dans le Livre d'Esther.